# Saltos ornamentais no Campeonato Mundial de Esportes Aquáticos de 2017 - Equipe
A prova de equipe dos saltos ornamentais no Campeonato Mundial de Esportes Aquáticos de 2017 foi realizada no dia 18 de julho, em Budapeste, Hungria.

## Medalhistas
| Ouro                                    | Prata                                       | Bronze                                          |
| França · Laura Marino · Matthieu Rosset | México · Viviana del Angel · Rommel Pacheco | Estados Unidos · Krysta Palmer · David Dinsmore |

## Resultados
A final foi realizado no dia 18 de julho às 18:30.
| Pos.              | Nacionalidade   | Saltadores                         |        |
| Pos.              | Nacionalidade   | Saltadores                         | Pontos |
| ----------------- | --------------- | ---------------------------------- | ------ |
| Medalha de ouro   | França          | Laura Marino Matthieu Rosset       | 406.40 |
| Medalha de prata  | México          | Viviana del Angel Rommel Pacheco   | 402.35 |
| Medalha de bronze | Estados Unidos  | Krysta Palmer David Dinsmore       | 395.90 |
| 4                 | Alemanha        | Maria Kurjo Patrick Hausding       | 379.55 |
| 5                 | Malásia         | Ahmad Azman Leong Mun Yee          | 356.75 |
| 6                 | China           | Chen Yiwen Qiu Bo                  | 355.15 |
| 7                 | Colômbia        | Carolina Murillo Sebastián Villa   | 354.90 |
| 8                 | Venezuela       | María Betancourt Jesús Liranzo     | 349.75 |
| 9                 | Itália          | Giovanni Tocci Noemi Batki         | 342.90 |
| 10                | Coreia do Norte | Kim Un-hyang Ri Hyon-ju            | 341.20 |
| 11                | Rússia          | Yulia Timoshinina Evgeny Kuznetsov | 335.60 |
| 12                | Austrália       | Melissa Wu Matthew Carter          | 325.35 |
| 13                | Reino Unido     | Robyn Birch Daniel Goodfellow      | 303.15 |
| 14                | Singapura       | Lim Shen-Yan Freida Jonathan Chan  | 302.85 |
| 15                | Países Baixos   | Joey van Etten Celine van Duijn    | 299.40 |
| 16                | Bielorrússia    | Alena Khamulkina Vadim Kaptur      | 290.50 |
| 17                | Egito           | Mohab Mohymen Maha Abdelsalam      | 284.20 |
| 18                | Ucrânia         | Anastasiia Nedobiha Oleh Kolodiy   | 284.20 |
| 19                | Roménia         | Anca Serb Aurelian Dragomir        | 250.60 |

Legenda
| Recorde mundial       | Recorde mundial (World record)               |                       | Recorde africano                      | Recorde africano (African) |                                           | Q | Classificado por posição (Qualified) |
| Recorde do campeonato | Recorde do campeonato (Championship record)  | Recorde da América    | Recorde da América (Americas)         | q                          | Classificado por melhor tempo (Qualified) |   |                                      |
| Melhor marca do ano   | Melhor marca do ano (World leading)          | Recorde asiático      | Recorde asiático (Asian)              | DNS                        | Não largou (Did not start)                |   |                                      |
| Recorde nacional      | Recorde nacional (National record)           | Recorde europeu       | Recorde europeu (European)            | DNF                        | Não terminou (Did not finish)             |   |                                      |
| Recorde pessoal       | Recorde pessoal do atleta (Personal best)    | Recorde da Oceania    | Recorde da Oceania (Oceania)          | DSQ / DQ                   | Desclassificado (Disqualified)            |   |                                      |
| Recorde da temporada  | Recorde da temporada do atleta (Season best) | Recorde sul-americano | Recorde sul-americano (South America) | NM                         | Sem marca (No mark)                       |   |                                      |